# Zanclella
Zanclella is een geslacht van neteldieren uit de familie van de Zancleidae.

## Soorten
- Zanclella bryozoophila Boero & Hewitt, 1992
- Zanclella diabolica Boero, Bouillon & Gravili, 2000
- Zanclella glomboides Boero, Bouillon & Gravili, 2000